# Araneus quadratus
Espèce
Synonymes
- Aranea reaumurii Scopoli, 1763
- Aranea quadrimaculata De Geer, 1778
- Araneus quadratus minimus Simon, 1929
- Epeira quadrata subviridis Franganillo, 1913
- Aranea flavidus Yin, Wang, Xie & Peng, 1990

Araneus quadratus est une espèce d'araignées aranéomorphes de la famille des Araneidae.
En français elle est nommée Épeire carrée ou Épeire à quatre points.

## Galerie

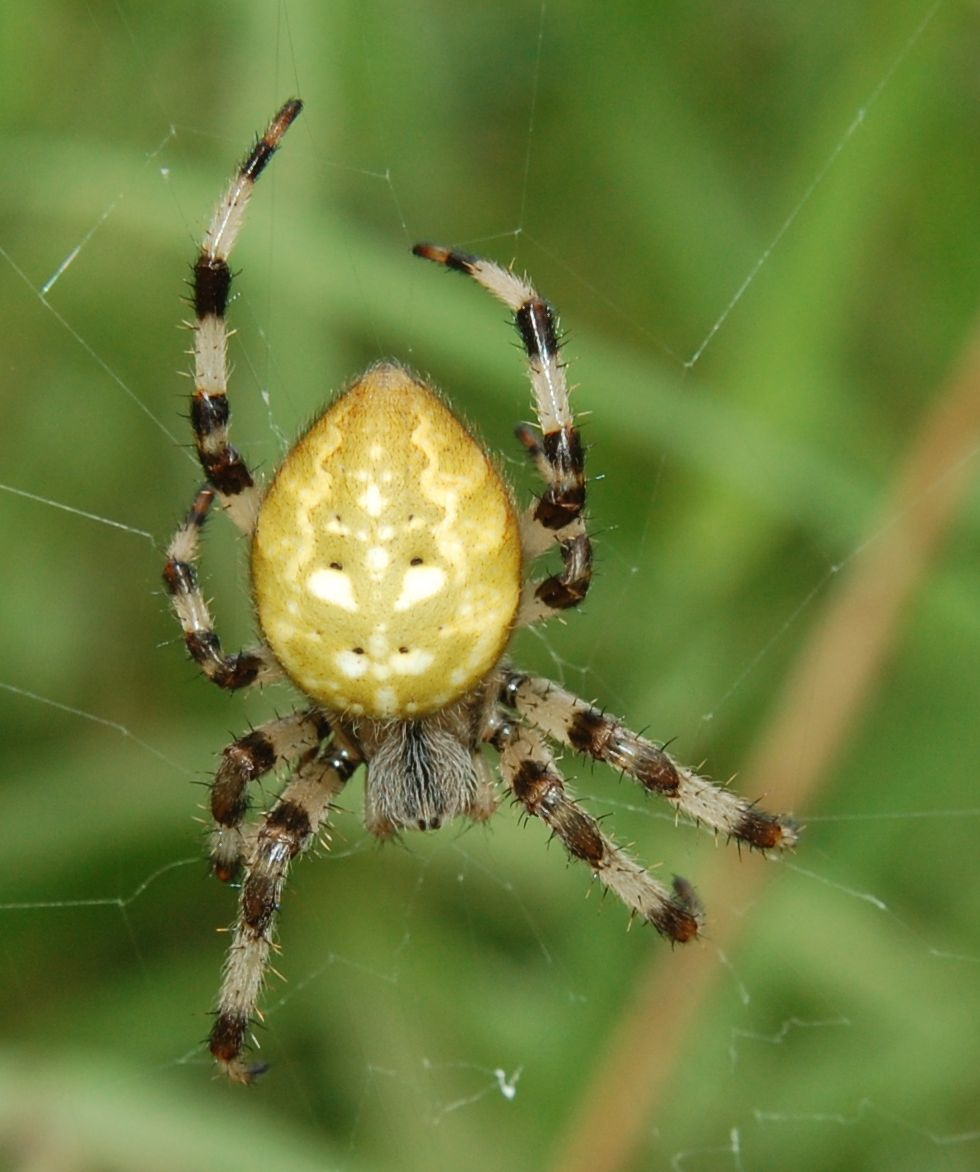
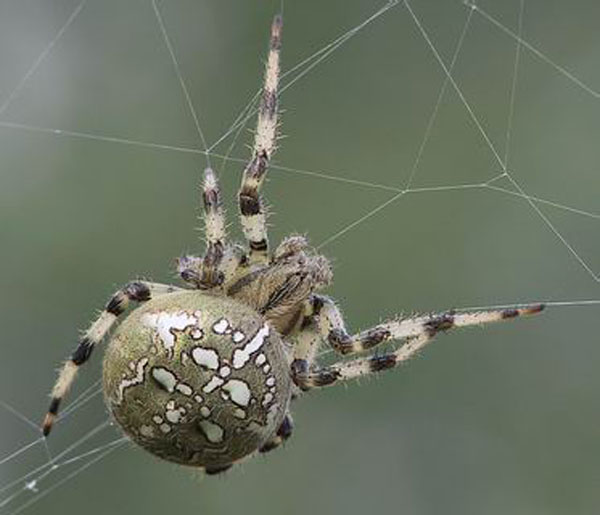
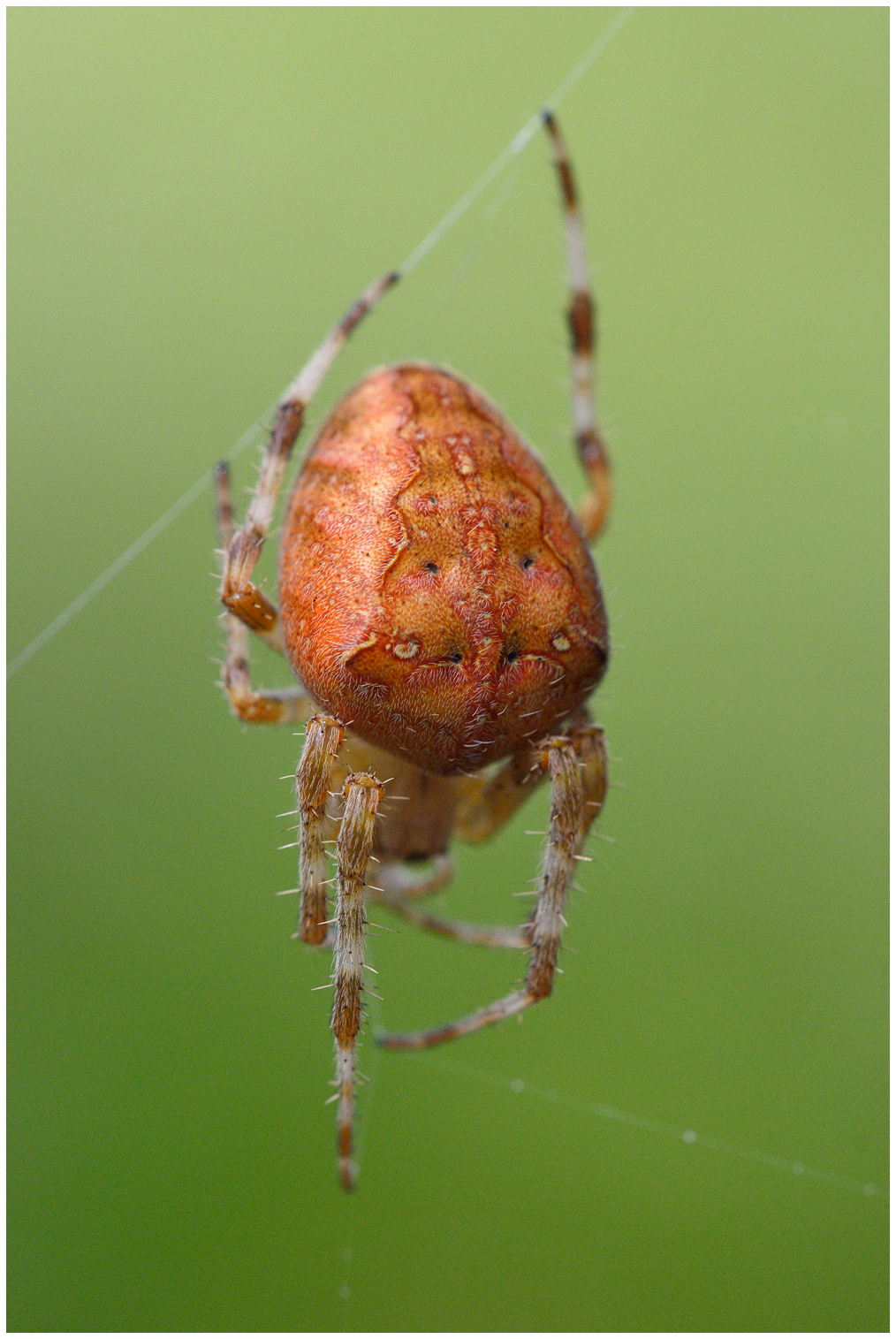
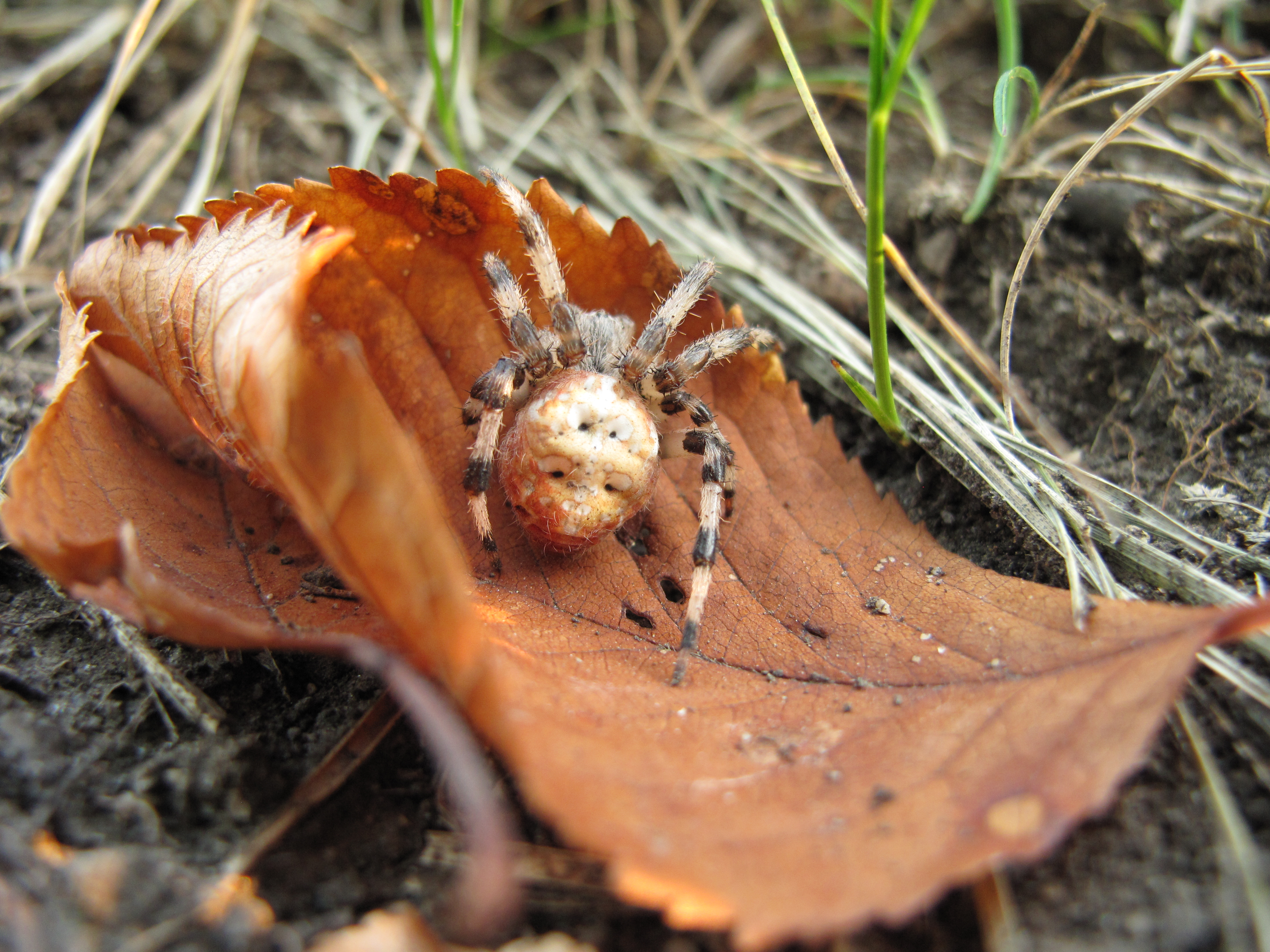

## Distribution
Cette espèce se rencontre en Europe, en Russie, en Turquie, en Iran, en Asie centrale, en Chine et au Japon.
Elle a été introduite à Sainte-Hélène.

## Habitat
Cette araignée vit dans les prairies.

## Description
Les mâles mesurent de 7,0 à 11,0 mm et les femelles de 10,5 à 20,5 mm.

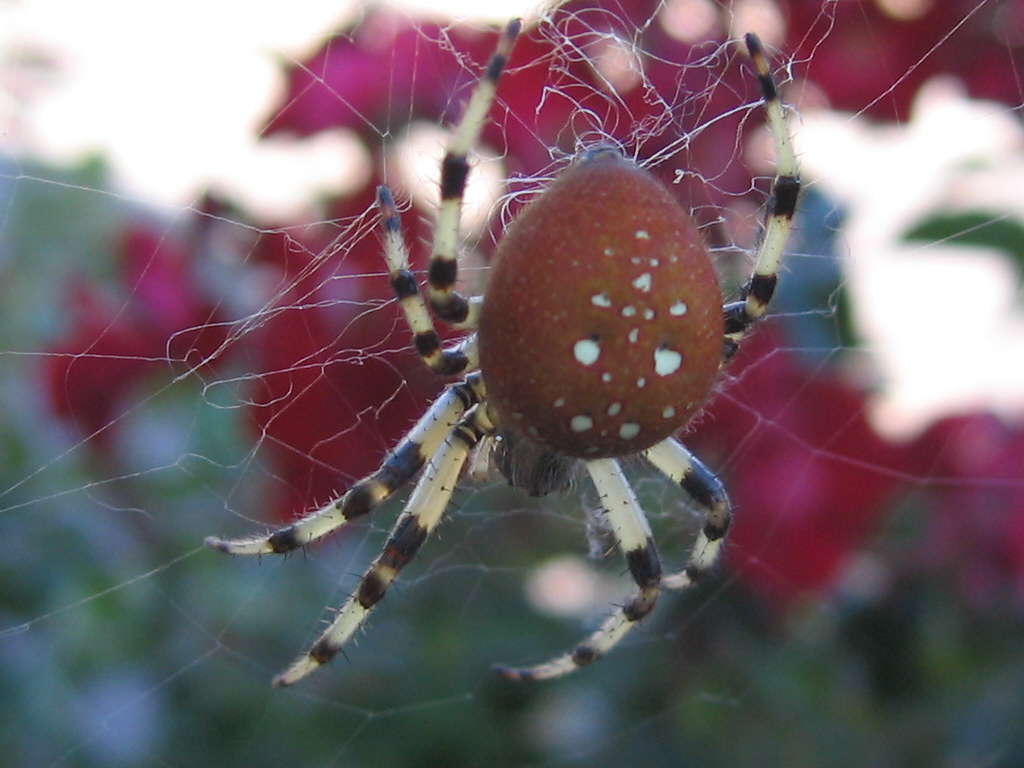
Araneus quadratus

L'espèce est particulièrement variable en apparence : sa couleur va du brun à l'orangé en passant par les tons de verts. Les pattes ont parfois des rayures colorées. Elle est reconnaissable à ses taches blanches sur l'abdomen.
L'accouplement a lieu généralement en septembre. Les œufs sont emballés dans un cocon de soie isolante qui leur permet de passer l'hiver à l'abri du gel.

## Toile

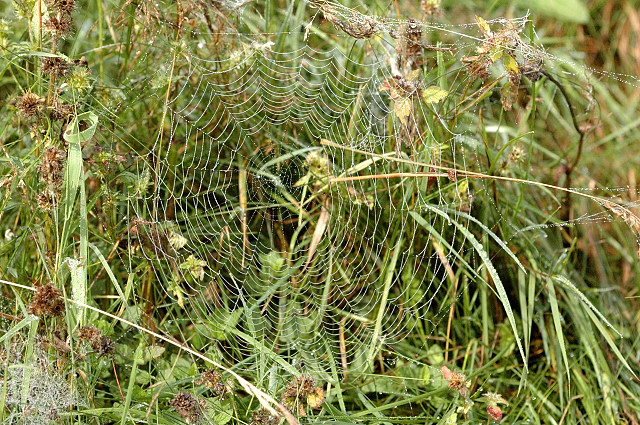
Toile

Elle tisse sa toile près du sol afin de capturer des insectes sauteurs comme de petites sauterelles. Elle comporte de 11 à 29 rayons et peut avoir 60 cm de diamètre. La toile de la femelle est plus élaborée que celle du mâle : elle comporte à sa marge une cachette en forme d'entonnoir où elle se réfugie en cas de mauvais temps.

## Systématique et taxinomie
Cette espèce a été décrite par Carl Alexander Clerck en 1757.
Aranea flavidus a été placée en synonymie par Marusik, Logunov et Koponen en 2000.
Epeira quadrata subviridis et Araneus quadratus minimus a été placée en synonymie par Breitling, Lemke, Bauer, Hohner, Grabolle et Blick en 2015.

## Publication originale
- Clerck, 1757 : Svenska spindlar, uti sina hufvud-slågter indelte samt under några och sextio särskildte arter beskrefne och med illuminerade figurer uplyste. Stockholmiae, p. 1-154.